# Riksväg 28
De Zweedse rijksweg 28 is gelegen in de provincies Blekinge län, Kalmar län, Kronobergs län en Jönköpings län en is circa 152 kilometer lang. De weg loopt in het zuidelijke deel van Zweden van het zuiden naar het noorden.

## Plaatsen langs de weg
- Karlskrona
- Rödeby
- Fridlevstad
- Spjutsbygd
- Nävragöl
- Holmsjö
- Vissefjärda
- Emmaboda
- Johansfors
- Eriksmåla
- Kosta
- Lenhovda
- Norrhult-Klavreström
- Korsberga
- Vetlanda

## Knooppunten
- E22 en Riksväg 27 bij Karlskrona
- Länsväg 122: volgt zelfde tracé vanaf knooppunt met E22 tot bij Fridlevstad, bij Karlskrona
- Länsväg 120 bij Emmaboda
- Riksväg 25 bij Eriksmåla
- Riksväg 31: gezamenlijk tracé tot Vetlanda
- Riksväg 23/Riksväg 37
- Riksväg 31: einde gezamenlijk tracé + Riksväg 47 en Länsväg 127

Europese wegen:
E4 · E6 · E10 · E12 · E14 · E16 · E18 · E20 · E22 · E45 · E65
Riksvägar:
9 · 11 · 13 · 15 · 17 · 19 · 21 · 23 · 24 · 25 · 26 · 27 · 28 · 29 · 30 · 31 · 32 · 34 · 35 · 37 · 40 · 41 · 42 · 44 · 46 · 47 · 49 · 50 · 51 · 52 · 53 · 55 · 56 · 57 · 61 · 62 · 63 · 66 · 68 · 69 · 70 · 72 · 73 · 75 · 76 · 77 · 83 · 84 · 86 · 87 · 90 · 92 · 94 · 95 · 97 · 98 · 99